# Mandala (Cimanggu)
Mandala is een bestuurslaag in het regentschap Cilacap van de provincie Midden-Java, Indonesië. Mandala telt 4367 inwoners (volkstelling 2010).